# George Dick
 George White Dick  (1921–1960) var en skotsk fodboldspiller og fodboldtræner, der blev kendt for at spille for Blackpool. I Danmark var han træner for B 1909, da klubben i 1959 vandt Danmarksmesterskabet i fodbold for første gang.

## Spillerkarriere
Efter endt militærtjeneste blev George Dick i 1946 hyret af en af tidens bedste engelske klubber, Blackpool FC, til at være makker i angrebet sammen med den legendariske Stan Mortensen.
Dick scorede 11 mål i sin første sæson, og var i 1948 med i FA Cup-finalen mod Manchester United, som Blackpool tabte 0-1. I 1948 blev han solgt til West Ham, men fik kun en enkelt sæson i klubben.

## Trænerkarriere
I 1953 blev George Dick træner for den belgiske 2. divisionsklub KRC Gent. Han stoppede i klubben efter to sæsoner, da KRC Gent rykkede ned. B 1909 gav ham en kontrakt i 1957, men i sommeren 1958 sagde George Dick op for at blive træner i den tyrkiske storklub Galatasaray SK. Han førte klubben til Istanbul-mesterskabet, samt finalen om det tyrkiske mesterskab.
Midtvejs i sæsonen 1959 vendte George Dick tilbage til B 1909 og en kontrakt på 2,5 år til en værdi af 100.000 kr., hvilket på det tidspunkt var rekord i dansk fodbold. Med George Dick som træner sluttede B 1909 sæsonen med at vinde klubbens første danske mesterskab nogensinde.
I maj 1960 forlod George Dick dog pludseligt Danmark. I følge de danske medier fordi havde han gæld til skattevæsenet, som han ikke kunne eller ville betale. 6. september 1960 blev han dræbt i et trafikuheld nær Carlisle i England.